# La Pierre
La Pierre és un municipi francès situat al departament de la Isèra i a la regió d'Alvèrnia-Roine-Alps. L'any 2007 tenia 452 habitants.

## Demografia

### Població
El 2007 la població de fet de La Pierre era de 452 persones. Hi havia 157 famílies de les quals 25 eren unipersonals (21 homes vivint sols i 4 dones vivint soles), 51 parelles sense fills, 77 parelles amb fills i 4 famílies monoparentals amb fills.
La població ha evolucionat segons el següent gràfic:
Habitants censats

### Habitatges
El 2007 hi havia 173 habitatges, 159 eren l'habitatge principal de la família, 5 eren segones residències i 9 estaven desocupats. 166 eren cases i 7 eren apartaments. Dels 159 habitatges principals, 146 estaven ocupats pels seus propietaris, 11 estaven llogats i ocupats pels llogaters i 2 estaven cedits a títol gratuït; 1 tenia una cambra, 3 en tenien dues, 19 en tenien tres, 50 en tenien quatre i 85 en tenien cinc o més. 143 habitatges disposaven pel capbaix d'una plaça de pàrquing. A 52 habitatges hi havia un automòbil i a 103 n'hi havia dos o més.

### Piràmide de població
La piràmide de població per edats i sexe el 2009 era:
| Homes | Edats   | Dones |
| ----- | ------- | ----- |
| 0     | 95 o +  | 0     |
| 0     | 90 a 94 | 0     |
| 0     | 85 a 89 | 4     |
| 0     | 80 a 84 | 0     |
| 4     | 75 a 79 | 4     |
| 12    | 70 a 74 | 4     |
| 12    | 65 a 69 | 16    |
| 8     | 60 a 64 | 12    |
| 4     | 55 a 59 | 8     |
| 16    | 50 a 54 | 16    |
| 12    | 45 a 49 | 4     |
| 32    | 40 a 44 | 20    |
| 8     | 35 a 39 | 24    |
| 20    | 30 a 34 | 24    |
| 8     | 25 a 29 | 0     |
| 4     | 20 a 24 | 8     |
| 20    | 15 a 19 | 4     |
| 24    | 10 a 14 | 20    |
| 12    | 5 a 9   | 20    |
| 16    | 0 a 4   | 12    |

## Economia
El 2007 la població en edat de treballar era de 294 persones, 233 eren actives i 61 eren inactives. De les 233 persones actives 220 estaven ocupades (117 homes i 103 dones) i 12 estaven aturades (5 homes i 7 dones). De les 61 persones inactives 18 estaven jubilades, 23 estaven estudiant i 20 estaven classificades com a «altres inactius».

### Ingressos
El 2009 a La Pierre hi havia 146 unitats fiscals que integraven 428 persones, la mediana anual d'ingressos fiscals per persona era de 21.424 €.

### Activitats econòmiques
Dels 16 establiments que hi havia el 2007, 1 era d'una empresa extractiva, 1 d'una empresa de fabricació de material elèctric, 5 d'empreses de construcció, 1 d'una empresa de comerç i reparació d'automòbils, 2 d'empreses d'hostatgeria i restauració, 3 d'empreses de serveis, 2 d'entitats de l'administració pública i 1 d'una empresa classificada com a «altres activitats de serveis».
Dels 5 establiments de servei als particulars que hi havia el 2009, 1 era una fusteria, 1 lampisteria i 3 restaurants.
L'any 2000 a La Pierre hi havia 8 explotacions agrícoles que ocupaven un total de 200 hectàrees.

## Equipaments sanitaris i escolars
El 2009 hi havia una escola elemental.

## Poblacions més properes
El següent diagrama mostra les poblacions més properes.